# Suga
Min Yoon-gi (hangul: 민윤기; Buk-gu, Daegu, 9 de março de 1993), mais conhecido por seus nomes artísticos Suga (hangul: 슈가; estilizado como SUGA) e Agust D, é um rapper, compositor e produtor musical sul-coreano. Tornou-se popularmente conhecido por ser integrante do grupo BTS, formado pela Big Hit Entertainment em 2013. Em 2010, antes de estrear no BTS, fazia parte dum grupo de underground rap em sua cidade natal, chamado D-Town. Em 15 de agosto de 2016, lançou sua primeira mixtape, intitulada Agust D, do qual saíram dois vídeos musicais para os singles "Agust D" e "Give it to Me". O álbum foi incluído na lista das 20 melhores mixtapes de 2016 do canal Fuse. Em 2020, lançou sua segunda mixtape, D-2, que alcançou a 11ª posição nos Estados Unidos, a sétima posição no Reino Unido e a segunda posição na Austrália.

## Biografia
Suga, cujo nome verdadeiro é Min Yoon Gi, nasceu a 9 de Março de 1993 na cidade de Daegu, no sudeste da Coreia do Sul. Começou a interessar-se pela música no quinto ano de ensino, após ver uma actuação de Stony Skunk na televisão, e foi também assim que começou a escutar a grupos hip-hop como Epik High. No segundo curso da escola média actuou pela primeira vez num palco interpretando o tema «Go Back» do grupo Dynamic Duo. Aos treze anos começou a aprender a utilizar a tecnologia MIDI e a escrever suas próprias canções.
Aos dezessete anos, e graças a um mentor, passou a fazer parte dum grupo de rap underground chamado D-Town. Numa entrevista à revista Grazia declarou que «Quando trabalhava no estúdio, compunha canções ou fazia ritmos, e até os vendia. Depois comecei a fazer rap e a actuar naturalmente. Enquanto trabalhava ali era difícil pagar a comida ou o transporte. (...) Mas ainda sendo difícil, queria fazer música, de modo que o suportava».
Em 2010, Suga participou nas audicões Hit It levadas a cabo por BigHit Entertainment. Ficou em segundo na competição que se celebrou, passando a fazer parte da companhia a 7 de Novembro de 2010. Apesar de ter entrado em Big Hit como compositor, a 13 de Junho de 2013 acabou começando com o grupo BTS como rapper com o solo 2 Cool 4 Scool.
Suga confessou que seu irmão mais velho teve um papel importante na sua carreira musical, ao ser o único membro da família que o tinha apoiado quando se decidiu apresentar à audição de BigHit. Chegou a escrever o tema «Never Mind», incluído no álbum The Most Beautiful Moment in Life, Part 2, sobre o desprezo de sua família ao seu desejo de ser músico. O pseudónimo "Agust D" vem de «DT Suga» ao inverso, o nome que utilizava quando começou a escrever letras, onde «DT» significa «Daegu Town».

## Discografia

### Agust D

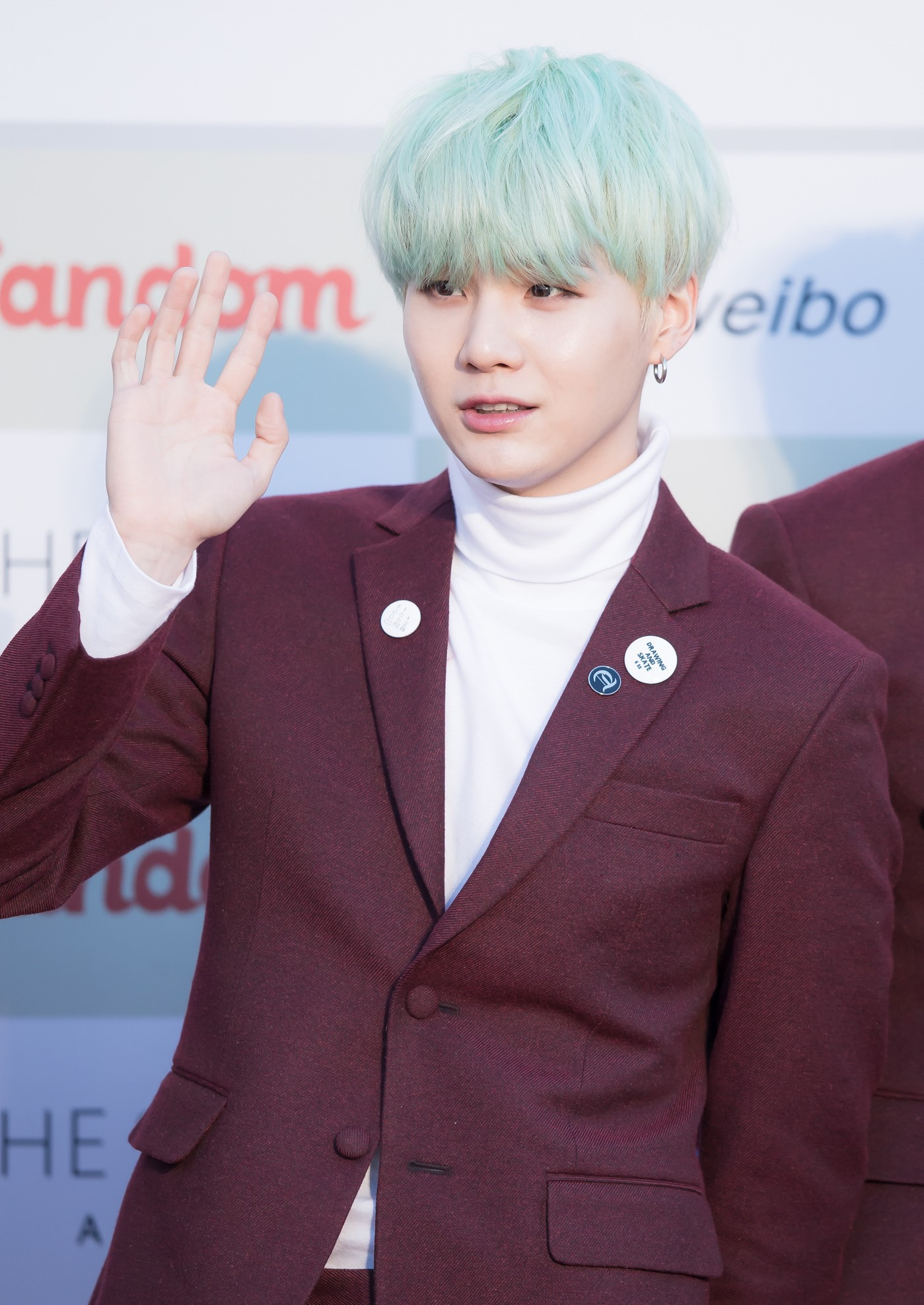
Suga no tapete vermelho na premiação do Gaon Chart K-Pop em 2016

Em Julho de 2016, foi anunciado que Suga lançaria seu primeiro mixtape a solo, e converter-se-ia assim no segundo membro de BTS a fazê-lo, após RM de Rap Monster que se tinha publicado em Março de 2015. O álbum, intitulado Agust D, foi publicado a 16 de Agosto de 2016 de forma gratuita através de vários serviços de música. O mixtape gravou-se no período entre 2011 e 2016. Suga criou mais de sessenta canções entre 2014 e 2016, cifra que ascendia a oitenta, se fossem contabilizadas as colaborações e os temas finalmente publicados. Ele mesmo expressou que era difícil criar esse tipo de ritmos e letras para BTS, e que como Agust D podia se expressar livremente.
Numa entrevista concedida à Marie Claire, na última fase de preparação do álbum, declarou: «Expressei-me de forma clara em relação ao que penso da juventude. Também tenho falado de forma honesta sobre mim mesmo. Sou o género de pessoa que gosta de criar baseando-me na realidade que tenho experimentado desde a adolescência até os vinte anos, na minha vida diária, nos meus conflitos e nos meus sonhos». Disse também que a sua maior preocupação tinha sido sempre não ter um sonho claro e que sempre tinha vivido tentando ajustar-se ao molde da sociedade, mas ao se fazer adulto se tinha dado conta de que a realidade era diferente daquilo que esperava.
Suga explicou que tinha querido publicar um mixtape em vez de um álbum porque lhe parecia que um álbum estava preso dentro de uma estrutura fixa, e que também tinha sentido pressão para que o álbum entrasse nas listas de Melon. Sobre as canções incluídas disse que «Quando fiz a lista de canções preocupei-me muito. Sobre como tinha que encaixar as coisas para que fluíssem e para expressar claramente as histórias que queria incluir». Começou a compor o tema principal, «Agust D», em 2011 com a intenção de falar de seu verdadeiro eu que os outros não conheciam.
Suga interpretou pela primeira vez uma canção do mixtape ao vivo —«Tony Montana» em colaboração com Jimin — durante o terceiro fanmeeting do grupo na Coreia em Novembro de 2016. No final de 2016, Agust D conseguiu entrar na lista dos álbuns mais populares do Tumblr em número oito.

#### Vídeos musicais
O vídeo musical de «Agust D» foi publicado a 16 de Agosto de 2016 à meia-noite. Em menos de doze horas, o vídeo conseguiu um milhão de visitas no Youtube, e atingiu os dez milhões em novembro desse ano. O conceito do vídeo é a «juventude errante» e conta a história de como Suga escapa após estar atado e encerrado numa auto-caravana para depois nascer como Agust D. A filmagem foi feita a 19 de Julho, num estúdio de Namyangju, na província de Gyeonggi. O director do vídeo foi Kim Sung Wook, da companhia OUI, com Kim Soo Ji como assistente de direcção, Song Hyun Suk como técnico de iluminação e Shin Gwi Ok como desenhador de set. A edição fez-se de forma conjunta por Lumpens e OUI.
Por sua vez, o vídeo de «Give it to Publicou-me-se»  o 19 de Agosto à meia-noite. Do mesmo modo que no vídeo de «Agust D», o director foi Sungwook Kim de OUI com Suji Kim como assistente de direcção, Hyunsuk Song como técnico de iluminação e Gwiok Sin como desenhador de set. Tanto «Agust D» como «Give it to Me» entraram na lista de vídeos k-pop mais vistos em Agosto de 2016 em Estados Unidos e no mundo, «Agust D» no segundo e terceiro lugar, e «Give it to Me» no sexto e oitavo, respectivamente.

#### Recepção crítica
Tamar Herman, da Billboard, escreveu sobre o álbum: «"Agust D" traz ao frente a eleição de profissão e as dificuldades de Suga (Min Yoon Gi) com um estilo rap da velha escola. (...) Através dos apaixonados dez temas de "Agust D", Suga acrescentou um novo elemento à sua carreira, separando a arte da sua mixtape, do que tem publicado com os BTS como um dos mais proeminentes compositores e escritores do grupo». Herman afirmou que a primeira parte do álbum, que compreende os temas «Intro», «Agust D» e «Give It To Me», eram pura grandiloquência. Depois o mixtape fazia uma transição para a crua realidade da depressão, o transtorno obsesivo-compulsivo e a fobia social que tinham afectado a Suga desde que deixou Daegu, e a angústia que tinha sentido por se vender. Na última parte, com os temas «Interlude: Dream, Reality» e «So Far Away», Suga expressava a contradição de desejar que a realidade não fosse mais que um sonho ao mesmo tempo que instava aos ouvintes a continuar sonhando. Herman realçou também o facto de que o mixtape tinha sido produzido completamente por Suga, um acontecimento atípico no mundo k-pop.
O serviço de música Tidal incluiu a Suga na lista «Os cinco artistas para ver nesta semana» no mês de Setembro. Declarando que o rapper tinha como influência artistas como Lupe Fiasco, Desiigner e YG, os autores manifestaram sobre o álbum: «Exibindo de forma proeminente uma aproximação à cultura da juventude totalmente franca e sem censura, temas viris como "Give It To Me" demonstram o tipo de honestidade emotiva que antes não estava ao alcance de uma estrela k-pop. Dito de outra maneira: não precisas conhecer o idioma para sentir o fogo deste artista em ascensão».